# 畝美与吉
畝 美与吉（うね みよきち、1900年11月15日 - 1971年9月7日）は、将棋棋士。七段。神田辰之助九段門下。広島県呉市出身。

## 経歴
1931年、神田辰之助に入門。翌1932年に四段昇段。
戦後は戦災のために第1期順位戦は不参加。1947年の第2期順位戦からC級に参加。1954年11月2日、第9期順位戦（C級2組）で当時14歳の加藤一二三と対戦したが、敗れている。1956年の第11期順位戦でC級2組から降格し、翌1957年は56歳にして予備クラス（現在の三段リーグに相当）で対局することになったが、1957年前期の予備クラスでも1勝11敗と大きく負け越し、1957年前期限りで引退した。
1954年の第9期順位戦（C級2組・西組）では当時14歳の加藤一二三と2局対局しいずれも敗れている。加藤が公式戦で対局経験を持つ19世紀生まれの棋士3人（他に村上真一・野村慶虎）のうちの一人である。

## 昇段履歴
- 1931年 入門
- 1932年 四段
- 1936年 五段
- 1948年 六段（順位戦C級上位）
- 1957年 引退
- 1968年 七段（表彰感謝の日表彰）